# Dicranomyia (Dicranomyia) stuardoi
Dicranomyia (Dicranomyia) stuardoi is een tweevleugelige uit de familie steltmuggen (Limoniidae). De soort komt voor in het Neotropisch gebied.